# Psoriasisarthritis
Unter Psoriasisarthritis oder Psoriasisarthropathie (lateinisch Arthritis psoriatica bzw. Arthropathia psoriatica, auch Psoriasis arthropathica), kurz PSA, auch Arthritis bei Schuppenflechte genannt, wird eine autoimmune entzündliche Gelenkerkrankung aus der Gruppe der Spondyloarthritiden verstanden, die bei einigen Patienten mit der Hautkrankheit Schuppenflechte (Psoriasis) auftritt und gegenüber anderen entzündlich-rheumatischen Erkrankungen einige Besonderheiten hat.
Bei der Psoriasisarthritis handelt es sich gelegentlich um eine Ausschluss-Diagnose, also die Annahme der Erkrankung, wenn andere entzündliche Gelenkerkrankungen nicht (überzeugend) in Betracht kommen. Das ist vor allem dann der Fall, wenn Hautveränderungen im Sinne einer Schuppenflechte nicht vorliegen, aber beispielsweise aus der Familienanamnese eine Psoriasis bekannt ist.

## Epidemiologie
Die Prävalenz der Psoriasisarthritis ist trotz zahlreicher Studien bis zum heutigen Tage unbekannt. Das liegt vor allem daran, dass ein einheitlicher Bewertungsmaßstab für die sichere Diagnose der Psoriasisarthritis fehlt.
Die Bandbreite liegt zwischen 0,001 % in einer japanischen Studie bis hin zu 0,42 % in einer italienischen Studie. Die Deutsche Gesellschaft für Rheumatologie e. V. gibt die Häufigkeit mit 0,05 % bis 0,3 % an, wobei ein Mittel bei 0,2 % angegeben wird. Beide Geschlechter sind in gleichem Maße betroffen.
In 60 % der Fälle gehen die Hauterscheinungen den Gelenkproblemen voran.  Ca. 10 % der Psoriasis-Patienten (bis zu 2 % der Bevölkerung) bekommen eine Psoriasisarthritis.
Die detaillierten Ursachen der Psoriasisarthritis sind unbekannt, jedoch gehört sie zu den Autoimmunerkrankungen. Aus noch ungeklärten Gründen kommt es zu einer Aktivierung des Immunsystems gegen körpereigene Strukturen, und es werden Entzündungsprozesse an den Gelenken in Gang gesetzt. Die medizinische Forschung hat noch keine Erklärung dafür, warum zwischen 1 % und 48 % der Psoriatiker eine Psoriasisarthritis entwickeln und andere nicht – und warum das Krankheitsbild individuell so unterschiedlich verläuft. Ein Einfluss genetischer Faktoren gilt als wahrscheinlich, aber auch Umweltfaktoren wie zum Beispiel bakterielle Infekte oder Medikamente könnten ebenfalls eine Rolle spielen.
Die Psoriasisarthritis zeigt eine erhöhte Prävalenz für das Risiko eines Diabetes mellitus und der Hypertonie. Im Durchschnitt zeigen Patienten mit Psoriasisarthritis einen höheren Body-Mass-Index (BMI) gegenüber Patienten mit Psoriasis oder einer rheumatischen Arthritis oder gegenüber der Gesamtbevölkerung.

## Klinik
Es können zwar alle Gelenke betroffen sein, typischerweise sind es aber die End- und Mittelgelenke an Händen und Füßen und große Gelenke wie Knie und Becken-Wirbelsäule (Iliosakralgelenke). Oft wird die Erkrankung an den Gelenken nur eines Fingers oder einer Zehe festgestellt („Befall im Strahl“). Auch ist die Gelenkbeteiligung in Abgrenzung zur rheumatoiden Arthritis oft asymmetrisch, es sind also auf der rechten und linken Körperhälfte unterschiedliche Gelenkregionen befallen.
Zusätzlich können auch die den Gelenken benachbarten Weichteile befallen sein, beispielsweise die Sehnen und Sehnenansätze, Muskel und Muskelansätze, Schleimbeutel oder Bänder.
Auch kann (siehe oben) die namensgebende Schuppenflechte der Haut oder der Nägel vorhanden sein.

## Labor
Die Erkrankung ist meist „seronegativ“, das heißt in der Regel fehlen Rheumafaktoren, die z. B. bei der rheumatoiden Arthritis nachweisbar sind. Dagegen sind ACPA (= Antikörper gegen citrullinierte Proteine) in bis zu 12 % der Fälle positiv. Außerdem ist die Wahrscheinlichkeit erhöht, dass HLA-B27 positiv ist (bis 50 % der Fälle).

## Behandlung
Zur Anwendung kommen Sulfasalazin, Immunsuppressiva  (z. B. Methotrexat, Leflunomid, Cyclosporin A) sowie bei Therapieresistenz TNF-alpha-Hemmer  (z. B. Infliximab, Adalimumab mit seinen Biosimilars), Apremilast, Tofacitinib und weitere Biopharmazeutika wie Ustekinumab (IL-12/23-Hemmer), Secukinumab (IL-17A-Hemmer), Ixekizumab (IL-17A-Hemmer) und Guselkumab (IL-23-Hemmer).
Die Therapie soll eine Remission erreichen oder alternativ auf eine geringere Krankheitslast abzielen.